# Труппа
Тру́ппа (от нем. Truppe) — постоянно действующая творческая группа актёров, певцов, музыкантов.
В России слово «труппа» обычно обозначает творческий коллектив определённого театра или цирка. Тип театра определяет характер труппы, они бывают драматические, оперные, опереточные, балетные. Во многих странах типичная организация театра не предполагает создания постоянной труппы (актёры нанимаются на конкретные спектакли), в таких странах театр с постоянной труппой называется «репертуарным». В России и странах Восточной Европы большинство театров имеют постоянную труппу, набор спектаклей и помещение, поэтому уточнение обычно не применяется (технически эти театры являются «стационарными репертуарными театрами»).
В XVI—XVII веках труппы зачастую ассоциировались с меценатом или антрепренёром, традиция сохранилась до сих пор (например, «Балет Бориса Эйфмана»).
Бродячей труппой называется тип народного театра: группа актёров без постоянного здания, передвигающаяся с места на место и дающая выступления в разных городах.
В России «труппами охочих комедиантов», или «охо́тниками» назывались любительские и полупрофессиональные театры в середине XVIII века.